# Shelby County, Tennessee
Shelby County är ett administrativt område i delstaten Tennessee, USA, med 927 644 invånare. Den administrativa huvudorten (county seat) är Memphis.

## Geografi
Enligt United States Census Bureau har countyt en total area på 2 030 km². 1 955 km² av den arean är land och 75 km² är vatten.

### Angränsande countyn
- Tipton County - norr
- Fayette County - öst
- Marshall County, Mississippi - sydost
- DeSoto County, Mississippi - söder
- Crittenden County, Arkansas - väst